# Dejan Davidovac
Dejan Davidovac (Zrenjanin, 17 de enero de 1995) es un jugador de baloncesto serbio que pertenece a la plantilla del Estrella Roja de la ABA Liga y la Euroliga. Con 2,03 metros de altura, juega en la posición de alero.

## Trayectoria deportiva
Davidovac comenzó a jugar baloncesto en las categorías juveniles del equipo de su ciudad natal, Proleter Naftagas. Durante la temporada 2011-12, hizo su debut en la KLS, primera división profesional de Serbia. En 2012 cambió de equipo y firmó contrato con el Vršac Swisslion en donde jugó hasta 2015.
Posteriormente en marzo de 2015, firmó contrato con el Estrella Roja de Belgrado e inmediatamente fue cedido a préstamo al FMP de la misma ciudad. El 30 de septiembre de 2016 debutó en la ABA Liga con el FMP en una derrota 78-76 ante KK Zadar, consiguiendo 7 puntos, 7 rebotes y 3 asistencias. El 11 de febrero de 2017 Davidovac anotó 28 puntos, su mejor marca personal en la ABA Liga, en una victoria sobre Union Olimpija. En 26 partidos disputados durante la temporada 2016-17 en la liga adriática, promedió 10 puntos, 5,2 rebotes y 2,5 asistencias por partido. En junio de 2017, Davidovac y el FMP alcanzaron la final de la KLS después de eliminar al Partizan de Belgrado en semifinales, pero terminaron perdiendo el título frente al Estrella Roja.
El 13 de septiembre de 2017 firmó un contrato de cuatro años para unirse al Estrella Roja. El 22 de octubre de 2017, hizo su debut con el equipo en la ABA Liga enfrentando al Cedevita y aportando 3 puntos, 3 rebotes y 2 asistencias en 9 minutos de juego. Dos días después debutó también en la Euroliga contra el equipo ruso BK Jimki, en el que intentó 2 tiros de campo y capturó 1 rebote en menos de 6 minutos. Disputó 23 partidos en la ABA Liga durante la temporada con promedios de 5,6 puntos, 3 rebotes y 1,9 asistencias, mientras que en 24 juegos de Euroliga promedió 6,5 puntos, 2 rebotes y 1,2 asistencias.
El 8 de septiembre de 2020, firmó una extensión de contrato por 2 años con el Estrella Roja. Durante las siguientes dos temporadas con el equipo en la Euroliga, promedió 6,2 puntos, 3 rebotes y 1,3 asistencias en 21 minutos.
El 26 de junio de 2022 se unió al CSKA Moscú de la VTB United League. En una temporada en la VTB, Davidovac promedió 7,1 puntos, 3,6 rebotes y 1 asistencia en 19:40 minutos y consiguió el bronce de la competencia tras caer ante el Lokomotiv Kuban en semifinales y vencer al Zenit de San Petersburgo por el tercer puesto.
Para la temporada siguiente, regresó al Estrella Roja al firmar un contrato de 3 años el 29 de junio de 2023. En 31 encuentros por la temporada 2023-24 de la Euroliga, tuvo 5,1 puntos y 3 rebotes en 19 minutos de promedio.

## Selección nacional
Davidovac fue parte del equipo nacional serbio que compitió en el Eurobasket Sub-18 de 2013 en Letonia. En 9 partidos de la competición, obtuvo un promedio de 7,2 puntos, 5 rebotes y 1,1 asistencias. Dos años después, integró la selección que se alzó con el oro en el Eurobasket Sub-20 de 2015 en Italia. Disputó 10 partidos y promedió 8,7 puntos, 4,7 rebotes y 1,1 asistencias.
En agosto de 2023, fue convocado por Svetislav Pešić para integrar la selección mayor en la Copa Mundial, torneo en el que jugó 8 partidos con 3,8 puntos, 2,6 rebotes y 1,4 asistencias en 15 minutos de promedio y en el que junto al resto del equipo consiguieron el subcampeonato. Al año siguiente, recibió nuevamente la convocatoria para participar esta vez del torneo olímpico en París 2024. Durante los partidos amistosos de preparación a los Juegos sufrió una lesión. Por ello, durante la competencia tuvo un rol más limitado en la rotación, con 1,3 puntos y 5 minutos de promedio en 3 partidos, pero aun así obtuvo el bronce olímpico.